# Specklinia sibatensis
Specklinia sibatensis là một loài thực vật có hoa trong họ Lan. Loài này được (F.Lehm. & Kraenzl.) Luer mô tả khoa học đầu tiên năm 2004.